# Jeffrey Holland
Jeffrey Holland (születési nevén Jeffrey Michael Parkes; Walsall, Anglia, 1946. július 17. –) angol színész, televíziós sitcom szerepei révén ismert. Leghíresebb szerepei a Hi-de-Hi! és a Csengetett, Mylord? című sorozatokban voltak. 

## Élete és pályafutása
A Birmingham School of Speech Training and Dramatic Arton való képzés után vált hivatásos színésszé. 1971-ben házasodott össze Eleanor Hartopp-pal, akitől 2 gyermeke született. 2004-ben újraházasodott Judy Buxtonnel.

## Filmográfia
| Év        | Cím                                | Szerep                             |
| --------- | ---------------------------------- | ---------------------------------- |
| 1964      | Crossroads                         | Mike Hawkins                       |
| 1974      | Dixon of Dock Green                | Alan Hunt                          |
| 1976-1977 | It Ain't Half Hot Mum              | Aircraftsman Ormanroyd/ RAF Airman |
| 1977      | Az ükhadsereg                      | katona                             |
| 1977      | Secret Army                        | Michel                             |
| 1978      | The Mayor of Casterbridge          | Carter                             |
| 1978      | King Richard the Second            | Surrey hercege                     |
| 1978      | As You Like It                     | William                            |
| 1977-1979 | Foglalkoznak már önnel?            | The Blazer/ The Afro Pants         |
| 1979      | The Life of Henry the Fift         | Nym                                |
| 1980-1988 | Hi-de-Hi!                          | Spike Dixon                        |
| 1981-1985 | Russ Abbot's Saturday Madhouse     | Különféle                          |
| 1985      | The Kenny Everett Television Show  | Különféle                          |
| 1986      | Spitting Image                     | Lester Piggott                     |
| 1986      | The Les Dennis Laughter Show       | Különféle                          |
| 1988-1993 | Csengetett, Mylord?                | James Twelvetrees                  |
| 1990      | The Russ Abbot Show                | Különféle                          |
| 1995-1997 | Oh, Doctor Beeching!               | Cecil Parkin                       |
| 2011      | Coronation Street                  | Clive Drinkwater                   |
| 2012      | Run for Your Wife                  | Dick Holland                       |
| 2015      | Art Ache                           | Steve Phillips                     |
| 2016      | The National Union of Space People | Rupert Darling                     |